# Glíptica
La glíptica, palabra proveniente del griego γλυπτός, es el arte de grabar o tallar las piedras preciosas o cuños en acero para elaborar monedas y medallas.

## Historia

### Antiguo Egipto y Sumeria
En el Antiguo Egipto, este trabajo de artesanía abarcaba desde la inscripción de pictogramas en piedras de dureza intermedia, destinadas a servir como signos o sellos para los reyes, sacerdotes y otros altos dignatarios, hasta la confección de amuletos, siendo el escarabeo el más reconocido. Como amuleto es protector y tiene un poder específico, reforzando su carácter mágico las inscripciones que lleva en la base. Es la creación glíptica de Egipto, y su forma se desarrolla a partir de la forma natural de los cantos rodados, que con sólo dividir en dos o aplanar por un lado, se obtenía la forma del Scarabaeus sacer, símbolo de los egipcios. 

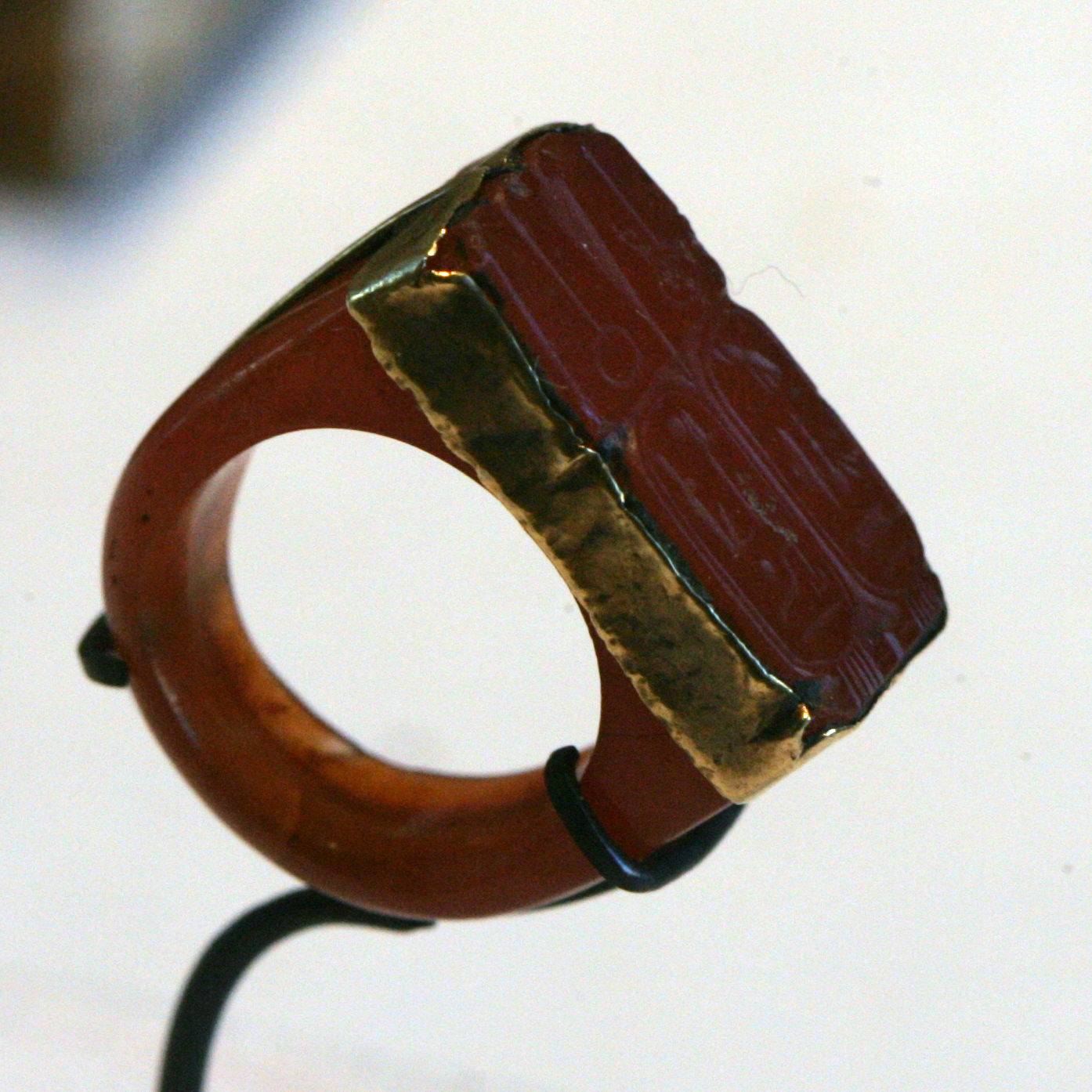
Anillo inscrito con los nombres de Ramsés II y Nefertari

En las piezas de más calidad se trabajaban también la cabeza, las alas y las patas, aunque en la mayoría sólo se insinúan. Cuando faltan los rasgos del escarabajo se les llama escaraboides. Existe una gran cantidad de escarabeos ya que formaban el ajuar funerario más frecuente junto con el ojo (Udyat) y la cruz ansata (Anj). Eran ensartados a través de una perforación, la mayoría de las veces longitudinal y usados como colgantes o anillos.
En el arte sumerio tuvo gran importancia la glíptica a través de los cilindros-sellos, modalidad artística típicamente mesopotámica. Cabe resaltar que se usaron en Sumer desde los inicios de su cultura, se tratan de piezas de piedra caliza, mármol, alabastro o piedras preciosas de forma cilíndrica dotadas de grabados en la parte exterior. Cada pieza era distinta y poseían diversas utilidades, eran usadas tanto en transacciones comerciales a la vez que portadas como amuleto. Sin embargo con el paso del tiempo la iconografía de las gliptinas fue evolucionando, los temas más frecuentes eran motivos geométricos que mostraban escenas de banquetes domésticos, héroes o seres fantásticos, imágenes que dieron lugar al desarrollo de algunos rituales religiosos. Continuando con la iconografía nos encontramos con Gilgamesh, soberano de Uruk y uno de los principales héroes de la mitología mesopotámica cuyas representaciones fueron muy exitosas en el imaginario asirio.

### Grecia

#### Período geométrico
Los sellos grabados en la Edad del Bronce griega y en Creta están relacionados con la burocracia palaciega. Estos no siguen el estilo naturalista de las representaciones micénicas; más bien, se componen de diseños lineales esculpidos en esteatita blanda, en contraste con la talla en piedra dura mediante taladros. Estos objetos eran perforados con la intención de ser suspendidos por un cordón. Aunque los motivos suelen ser geométricos, también se incluyen representaciones de plantas, animales y figuras humanas, caracterizadas por su formalismo y linealidad.
Algunos diseños presentan grabados toscos con patrones irregulares, lo que sugiere una posible imitación de sellos similares de madera, indicando que estos últimos aún estaban en uso. Es relevante considerar algunos de estos sellos a la luz de otras representaciones encontradas en diversos objetos en Grecia pertenecientes al s.VIII a. C., que muestran influencias de tradiciones orientales. Los sellos cuadrados de esta forma son particularmente comunes en el Oriente Cercano, especialmente en el norte de Siria, fabricados en piedra y bronce.
Se sugiere que los principales centros de producción de estos objetos se ubicaban en las islas, posiblemente en Melos, y en Argos en el Peloponeso.

#### Período Arcaico Antiguo

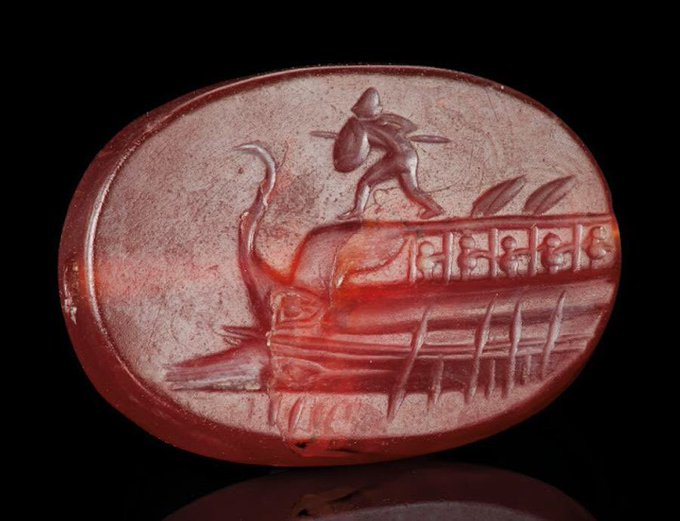
Escaraboide griego representando a Protesilao en la proa de un barco

La introducción de sellos orientales en Grecia tuvo el efecto de estimular la producción de sellos con diversas formas y materiales, experimentando un aumento significativo desde finales del s.VIII a. C. En lo que respecta a las formas utilizadas, se destacan los sellos tabloides rectangulares, caracterizados por tener motivos grabados en ambas caras principales y, en ocasiones, también en las caras más estrechas. Estos sellos parecen seguir la tradición de los antiguos sellos cuadrados y son perforados para permitir que sean ensartados con hilo y queden suspendidos. Con frecuencia, presentan escenas grabadas con figuras y animales.
En el segundo cuarto del s.Vl a. C. los griegos aprendieron la forma del escarabeo; esta innovación así como la de cortar piedras duras (ya realizada anteriormente por los minoicos y micénicos) les llegó de Oriente, probablemente de los fenicios de Chipre, y al principio los temas representados estaban fuertemente influidos por Oriente en contenido y estilo. Los escarabeos son menos frecuentes que los escaraboides ya que se ha perdido el valor simbólico del escarabajo y en vez del insecto se imitan otras formas como la de máscaras, sirenas o animales.El material de estos sellos es generalmente serpentina u otra piedra blanda con tonos que suelen ser verdes o grises oscuros, a veces con manchas.

### Roma

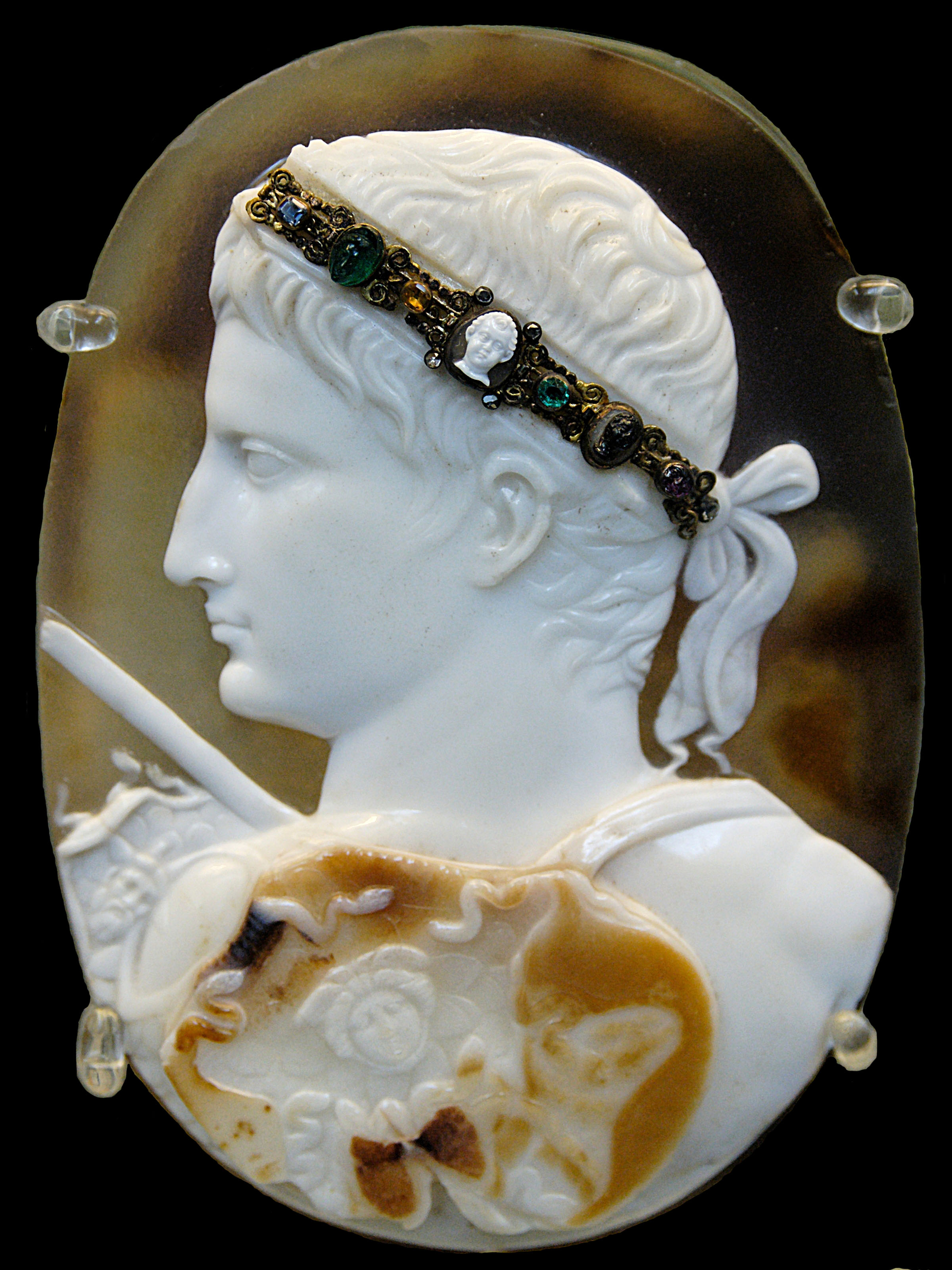
Camafeo de Augusto

El grabado de las gemas en época romana no era llevado a cabo solamente en la manufactura de joyas, la gema grabada y estampada como sello era la única forma efectiva de firmar en una época en que la escritura cursiva no estaba aún muy desarrollada. Al menos hasta época antonina el sello era un distintivo personal o un emblema que recuerda las tradiciones de una familia o las creencias de su dueño. Las piedras preciosas grabadas eran usadas además de como sello, como amuleto o decoración.
Los griegos y los etruscos solían llevar anillos con gemas, costumbre que fue adoptada por los romanos. De forma paralela al declive del imperio, la gema va perdiendo paulatinamente su carácter de sello, quedando reducidas a meros objetos decorativos, empleándose como sellos sólo en asuntos oficiales. También podían ser usadas con valor apotropáico protegiendo a su dueño de males y enfermedades, o amulético para proteger a su dueño en vida y que era depositado en la tumba para que le protegiese también después de la muerte.
Los principales artistas grabadores de gemas eran griegos, quienes trabajaban al servicio de los romanos y se adaptaban a los gustos de sus patronos. A veces firmaban sus trabajos en griego, en nominativo o genitivo. La firma no significa que un trabajo sea mejor que otro no firmado. Los nombres solían ser de libertos griegos con praenomina latinos, adoptados de los ciudadanos romanos que les dieron la libertad. Tras la firma suele aparecer el verbo EPOEI.